# يانغ ديبرتوا نيغري سراوق
حاكم سرواق، رسميًا يانغ ديبرتوا نيغري سراوق (لغة الملايو: يانغ دي بيرتوا نيجيري ساراواك) هو الرئيس الشرفي لولاية سراوق في ماليزيا . المقر الرسمي للحاكم هو أستانا، تقع على الضفة الشمالية لنهر سراوق في كوتشينغ.
وان جنيدي تونكو جعفر هو حاكم سراوق منذ 26 يناير 2024.

## التاريخ
بعد تأسيس ماليزيا في 16 سبتمبر 1963، نص دستور سراوق في الأصل على تعيين رئيس الدولة حاكمًا. وبعد ذلك، في 27 أغسطس 1976، عدل القانون A354 اللقب إلى يانغ ديبرتوا نيغري، والذي لا يزال قيد الاستخدام حتى يومنا هذا.

## الميعاد
بموجب المادة 1(1) من دستور ساراواك. يُعين رئيس الدولة يانغ ديبرتوا نيغري بعد التشاور مع رئيس الوزراء كل أربع سنوات. ومع ذلك، يحتفظ الملك بسلطة تمديد فترة تعيينه.
الحاكم ليس له نائب ولا مساعد ومع ذلك، في حالة عدم قدرته على حكم الدولة بسبب المرض أو الغياب أو أي سبب آخر، يحتفظ الملك بسلطة تعيين شخص لممارسة وظيفة الحاكم.

## الصلاحيات
يصف الدستور أيضًا صلاحيات الحاكم في مجلس نيجري. يجب أن يوافق الحاكم على جميع مشاريع القوانين في غضون 30 يومًا من إقرار مشروع القانون. ويتعين على المحافظ أيضًا إلقاء كلمة أمام الجمعية سنويًا.

## القائمة
| #                           | الشعار                                     | الصورة                      | الحاكم                                           | مدة الولاية                                                         | مدة الولاية                                                         | مدة الولاية                 | الملك                            |
| #                           | الشعار                                     | الصورة                      | الحاكم                                           | تولى المنصب                                                         | ترك المنصب                                                          | المدة                       | الملك                            |
| حكام مستعمرة التاج في سراوق | حكام مستعمرة التاج في سراوق                | حكام مستعمرة التاج في سراوق | حكام مستعمرة التاج في سراوق                      | حكام مستعمرة التاج في سراوق                                         | حكام مستعمرة التاج في سراوق                                         | حكام مستعمرة التاج في سراوق | حكام مستعمرة التاج في سراوق      |
| --------------------------- | ------------------------------------------ | --------------------------- | ------------------------------------------------ | ------------------------------------------------------------------- | ------------------------------------------------------------------- | --------------------------- | -------------------------------- |
| 1                           |                                            |                             | تشارلز أردين كلارك (1898–1962)                   | 1 يوليو 1946                                                        | 26 يوليو 1949                                                       | 3 سنوات و25 أيام            | جورج السادس 1946–1952            |
| 2                           |                                            |                             | دانكان ستيوارد (1904–1949)                       | 14 نوفمبر 1949                                                      | 10 ديسمبر 1949                                                      | 26 أيام                     | جورج السادس 1946–1952            |
| -أجل                        |                                            |                             | كريستوفر داوسون                                  | 10 ديسمبر 1949 - 4 أبريل 1950 مستشار في ولاية سراوق نائب حاكم سراوق | 10 ديسمبر 1949 - 4 أبريل 1950 مستشار في ولاية سراوق نائب حاكم سراوق | 115 أيام                    | جورج السادس 1946–1952            |
| 3                           |                                            |                             | أنتوني فوستر أبيل (1906–1994)                    | 4 أبريل 1950                                                        | 15 نوفمبر 1959                                                      | 9 سنوات و225 أيام           | جورج السادس 1946–1952            |
| 3                           | إليزابيث الثانية 1952–1963                 |                             | أنتوني فوستر أبيل (1906–1994)                    | 4 أبريل 1950                                                        | 15 نوفمبر 1959                                                      | 9 سنوات و225 أيام           |                                  |
| 4                           |                                            |                             | ألكسندر واديل (1913–1999)                        | 23 فبراير 1960                                                      | 21 يوليو 1963                                                       | 3 سنوات و148 أيام           |                                  |
| محافظي سراوق                |                                            |                             |                                                  |                                                                     |                                                                     |                             |                                  |
| 1                           |                                            |                             | أبانغ أوبانغ (1905–1969)                         | 1963 سبتمبر 16                                                      | 1969 مارس 28                                                        | 5 سنوات و193 أيام           | هارون بوترا 1960–1965            |
| 2                           |                                            |                             | توانكو بوجانغ (1898–1986)                        | 1969 أبريل 2                                                        | 1977 أبريل 1                                                        | 7 سنوات و364 أيام           | إسماعيل ناصر الدين شاه 1965–1970 |
| 2                           | عبد الحليم معظم 1970–1975                  |                             | توانكو بوجانغ (1898–1986)                        | 1969 أبريل 2                                                        | 1977 أبريل 1                                                        | 7 سنوات و364 أيام           |                                  |
| 2                           | يحيى بيترا الكلنتني 1975–1979              |                             | توانكو بوجانغ (1898–1986)                        | 1969 أبريل 2                                                        | 1977 أبريل 1                                                        | 7 سنوات و364 أيام           |                                  |
| 3                           |                                            |                             | أبغ محمد صلاح الدين (1921–2022) الولاية الأولى   | 1977 أبريل 2                                                        | 1981 أبريل 1                                                        | 3 سنوات و364 أيام           | يحيى بيترا الكلنتني 1975–1979    |
| 3                           | أحمد شاه المستعين بالله 1979–1984          |                             | أبغ محمد صلاح الدين (1921–2022) الولاية الأولى   | 1977 أبريل 2                                                        | 1981 أبريل 1                                                        | 3 سنوات و364 أيام           |                                  |
| 4                           |                                            |                             | عبد الرحمن يعقوب (1928–2015)                     | 1981 أبريل 2                                                        | 1985 أبريل 1                                                        | 3 سنوات و364 أيام           |                                  |
| 4                           | إسكندر الحاج 1984–1989                     |                             | عبد الرحمن يعقوب (1928–2015)                     | 1981 أبريل 2                                                        | 1985 أبريل 1                                                        | 3 سنوات و364 أيام           |                                  |
| 5                           |                                            |                             | أحمد زيدي أدروس (1924–2000)                      | 1985 أبريل 2                                                        | 2000 ديسمبر 5                                                       | 15 سنوات و247 أيام          |                                  |
| 5                           | عزلن محب الدين شاه 1989–1994               |                             | أحمد زيدي أدروس (1924–2000)                      | 1985 أبريل 2                                                        | 2000 ديسمبر 5                                                       | 15 سنوات و247 أيام          |                                  |
| 5                           | جعفر بن عبد الرحمن 1994–1999               |                             | أحمد زيدي أدروس (1924–2000)                      | 1985 أبريل 2                                                        | 2000 ديسمبر 5                                                       | 15 سنوات و247 أيام          |                                  |
| 5                           | صلاح الدين عبد العزيز شاه 1999–2001        |                             | أحمد زيدي أدروس (1924–2000)                      | 1985 أبريل 2                                                        | 2000 ديسمبر 5                                                       | 15 سنوات و247 أيام          |                                  |
| 6                           |                                            |                             | أبغ محمد صلاح الدين1 (1921–2022) الولاية الثانية | 2001 فبراير 22                                                      | 2014 فبراير 28                                                      | 13 سنوات و6 أيام            |                                  |
| 6                           | صلاح الدين عبد العزيز شاه 1999–2001        |                             | أبغ محمد صلاح الدين1 (1921–2022) الولاية الثانية | 2001 فبراير 22                                                      | 2014 فبراير 28                                                      | 13 سنوات و6 أيام            |                                  |
| 6                           | سراج الدين جمل الليل 2001–2006             |                             | أبغ محمد صلاح الدين1 (1921–2022) الولاية الثانية | 2001 فبراير 22                                                      | 2014 فبراير 28                                                      | 13 سنوات و6 أيام            |                                  |
| 6                           | ميزان زين العابدين سلطان ترغكانو 2006–2011 |                             | أبغ محمد صلاح الدين1 (1921–2022) الولاية الثانية | 2001 فبراير 22                                                      | 2014 فبراير 28                                                      | 13 سنوات و6 أيام            |                                  |
| 6                           | عبد الحليم معظم 2011–2016                  |                             | أبغ محمد صلاح الدين1 (1921–2022) الولاية الثانية | 2001 فبراير 22                                                      | 2014 فبراير 28                                                      | 13 سنوات و6 أيام            |                                  |
| 7                           |                                            |                             | عبد الطيب محمود (1936–2024)                      | 2014 مارس 1                                                         | 2024 يناير 26                                                       | 9 سنوات و331 أيام           | عبد الحليم معظم 2011–2016        |
| 7                           | محمد الخامس 2016–2019                      |                             | عبد الطيب محمود (1936–2024)                      | 2014 مارس 1                                                         | 2024 يناير 26                                                       | 9 سنوات و331 أيام           |                                  |
| 7                           | عبد الله أحمد شاه 2019–2024                |                             | عبد الطيب محمود (1936–2024)                      | 2014 مارس 1                                                         | 2024 يناير 26                                                       | 9 سنوات و331 أيام           |                                  |
| 8                           |                                            |                             | وان جنيدي بن تونكو جعفر (ولد 1946)               | 2024 يناير 26                                                       | الموظف                                                              | 1 سنة و102 أيام             | عبد الله أحمد شاه 2019–2024      |
| 8                           | إبراهيم إسماعيل 2024–                      |                             | وان جنيدي بن تونكو جعفر (ولد 1946)               | 2024 يناير 26                                                       | الموظف                                                              | 1 سنة و102 أيام             |                                  |